# Lobocleta indecora
Lobocleta indecora är en fjärilsart som beskrevs av W. Warren 1900. Lobocleta indecora ingår i släktet Lobocleta och familjen mätare. Inga underarter finns listade i Catalogue of Life.